# Six Flags Hurricane Harbor
Six Flags Hurricane Harbor is een groep van waterparken in de Verenigde Staten. Ze zijn allemaal in bezit van de Six Flags-groep en zijn zo dus ook gethematiseerd. De parken zijn niet allemaal gelijk, zo verschillen sommige parken in attracties, andere in structuur en in winkelgedeeltes. Meestal zijn de attractie verschillend.
In Prince George's County, Maryland; Gurnee, Illinois; Agawam, Massachusetts; en Eureka, Missouri zijn de waterparken deel van een groter en aangrenzend pretpark waar je onder andere ook achtbanen, winkelgedeeltes en andere attracties vindt.
De locatie in Arlington, Texas had oorspronkelijk de naam Wet 'n Wild en was hierdoor een deel van de Wet 'n Wild-groep, dat zich enkel bezighield met waterparken. Het park is in 1993 overgenomen door Six Flags.  Later werd de naam veranderd in Six Flags Hurricane Harbor.  De bouw van de Hurricane Harbor-parken over heel Amerika vond plaats in het midden van de jaren 90 en is sindsdien een deel van de Six Flags-groep.  Six Flags St. Louis was de eerste met opening als Hurricane Harbor, andere Six Flags' parken volgden.

## Locaties
- Arlington, Texas -  (niet ver van Six Flags Over Texas)
- Eureka, Missouri - (deel van Six Flags St. Louis)
- Jackson, New Jersey - (naast het park Six Flags Great Adventure)
- Valencia, California - (deel van Six Flags Magic Mountain)
- Agawam, Massachusetts (deel van Six Flags New England)
- Gurnee, Illinois (deel van  Six Flags Great America)
- Largo, Maryland (deel van Six Flags America)